# Tratado de Beijing sobre Interpretaciones y Ejecuciones Audiovisuales
El Tratado de Beijing sobre Interpretaciones y Ejecuciones Audiovisuales es un tratado multilateral que regula los derechos de autor de las ejecuciones audiovisuales y amplía los derechos de los artistas intérpretes o ejecutantes. Fue adoptado el 26 de junio de 2012 por la Conferencia Diplomática sobre la Protección de las Ejecuciones Audiovisuales de la Organización Mundial de la Propiedad Intelectual, en la que participaron 156 Estados miembros de la OMPI, seis organizaciones intergubernamentales y seis no gubernamentales. Cuarenta y ocho países firmaron el tratado el 26 de junio, seguidos por otros 19 países en 2012 y 2013. El tratado entró en vigor el 28 de abril de 2020 tras la recepción de la trigésima ratificación o adhesión. Hasta el 7 de julio de 2022, cuenta con 47 partes contratantes. 
El tratado pretendía ser una actualización a la era digital de las protecciones de la Convención de Roma sobre la protección de los artistas intérpretes o ejecutantes, los productores de fonogramas y los organismos de radiodifusión de 1961.
El tratado ha sido elogiado por defensores de los derechos de artistas e intérpretes de todo el mundo, así como por algunas organizaciones activistas sin fines de lucro como Knowledge Ecology International. Sin embargo, también ha sido criticado por algunos activistas de los derechos digitales y la cultura libre, como Electronic Frontier Foundation (EFF), como una infracción de la libertad de expresión y favorecer los planes de censura y retiro de información en internet a través del derecho otorgado por el tratado de "información sobre la gestión de derechos".

## Adopción
Las negociaciones para el tratado duraron 12 años. Fue adoptado el 26 de junio de 2012 por la Conferencia Diplomática de la OMPI sobre la Protección de las Ejecuciones Audiovisuales, que comenzó el 20 de junio en Beijing. En la conferencia participaron 156 Estados miembros de la OMPI, seis organizaciones intergubernamentales y seis no gubernamentales.
El Acta Final del tratado fue firmada por 122 países y el tratado en sí obtuvo las firmas de 48 países.  Los signatarios de Europa incluyen Chipre, Dinamarca, Francia, Hungría, Italia, Moldavia, España y Suiza ; de América, Chile, Colombia, Granada, Costa Rica, Haití, Jamaica, México, Nicaragua, Perú y Estados Unidos de América; y de Asia, China, Mongolia, Corea del Sur.  La convención permaneció abierta a la firma durante un año. Durante ese tiempo, 19 países adicionales y la Unión Europea se unieron como signatarios (Austria, Bélgica, Bulgaria, Botsuana, República Checa, El Salvador, Estonia, Alemania, Grecia, Guatemala, Honduras, Indonesia, Montenegro, Polonia, Qatar, Rumania, Eslovenia, Reino Unido y Zimbabue). Otros países pueden convertirse en parte del tratado mediante la adhesión. El tratado establecía su entrada en vigor hasta que hubiera sido ratificado por al menos 30 partes elegibles. 
Con la ratificación de Indonesia el 28 de enero de 2020, el Tratado de Beijing entró en vigor para sus 30 partes contratantes el 28 de abril de 2020.

## Alcance
Según la OMPI, "El nuevo tratado abre por vez primera la puerta del régimen internacional del derecho de autor a los artistas intérpretes o ejecutantes de obras audiovisuales", en referencia a las cláusulas dedicadas a la protección de sus obras en Internet. Aborda la cuestión del sistema de derechos de autor que discrimina a ciertos grupos de artistas intérpretes o ejecutantes, ya que los tratados anteriores, como elTratado de la OMPI sobre Interpretaciones y Fonogramas, se centraban más en los aspectos sonoros que visuales. La OMPI afirma que el tratado potencia los derechos económicos y los derechos morales de los artistas intérpretes o ejecutantes audiovisuales. Los derechos económicos ampliados les dan la oportunidad de compartir los ingresos recaudados por los productores de las obras audiovisuales que se distribuyen internacionalmente. Los derechos morales abordan cuestiones como la falta de atribución y la distorsión. 

## Apoyos
El tratado ha sido elogiado por varios artistas audiovisuales. La publicidad contó con la presencia y el apoyo de varios actores de fama mundial, en particular la estadounidense Meryl Streep, la brasileña Sônia Braga, la china Mei Baojiu y los españoles Javier Bardem y Antonio Banderas, que se pronunciaron en varias ocasiones respaldando el tratado.  Representantes gubernamentales de China, la UE y Estados Unidos también apoyaron la iniciativa.   Entre las organizaciones que apoyan el tratado se encuentra la Alianza Internacional de Propiedad Intelectual (IIPA). 

## Críticas
El tratado ha sido criticado por académicos y activistas de los derechos digitales y la cultura libre, por otorgar a los actores el monopolio para decidir cómo se pueden utilizar sus interpretaciones audiovisuales. Los artistas ya no tendrían que poseer los derechos de autor de su trabajo para ese propósito, según afirman los críticos, ya que es posible que el tratado de Beijing haga cada vez más ilegal el uso de clips de películas, series de televisión y otros usos similares como en mezclas, remezclas y parodias. Se teme que esto permitiría a los actores y músicos (también protegidos por el tratado) oponerse a cualquier parodia o comentario que no sea de su agrado, infringiendo así la libertad de expresión y limitando el uso justo (fair use) y derechos similares de reutilización. También, el profesor Hannibal Travis señaló que el tratado facilita el establecimiento de sistemas de censura.  Asimismo, Techdirt ha señalado que el tratado también permite que esos nuevos derechos se transfieran a los productores, lo que puede conducir a un sistema en el que los artistas se vean obligados a hacerlo, fortaleciendo así aún más a los productores y organizaciones como RIAA y MPAA.  